# Bernâtre
Bernâtre est une commune française située dans le département de la Somme en région Hauts-de-France.

## Géographie

### Localisation
Bernâtre est un village picard du Ponthieu, situé à la limite entre le département de la Somme et le département du Pas-de-Calais.
Limitrophe d'Auxi-le-Château, il est situé à 9 km au nord de Bernaville, 18 km à l'ouest de Doullens, 20 km au sud d'Hesdin-la-Forêt, 21 km à l'est d'Abbeville, 37 km au nord d'Amiens et à 50 km au sud-ouest d'Arras à vol d'oiseau.
Le territoire de la commune est limitrophe de ceux de six communes.
Les communes limitrophes sont Agenville, Auxi-le-Château, Conteville, Domléger-Longvillers, Hiermont et Maizicourt.

### Géologie, relief et hydrographie
La commune est drainée par le Fossé de Bernâtre, un affluent du fleuve côtier picard l'Authie.

### Hydrographie

#### Réseau hydrographique
La commune est située dans le bassin Artois-Picardie. Elle est drainée par le fossé de Bernâtre.

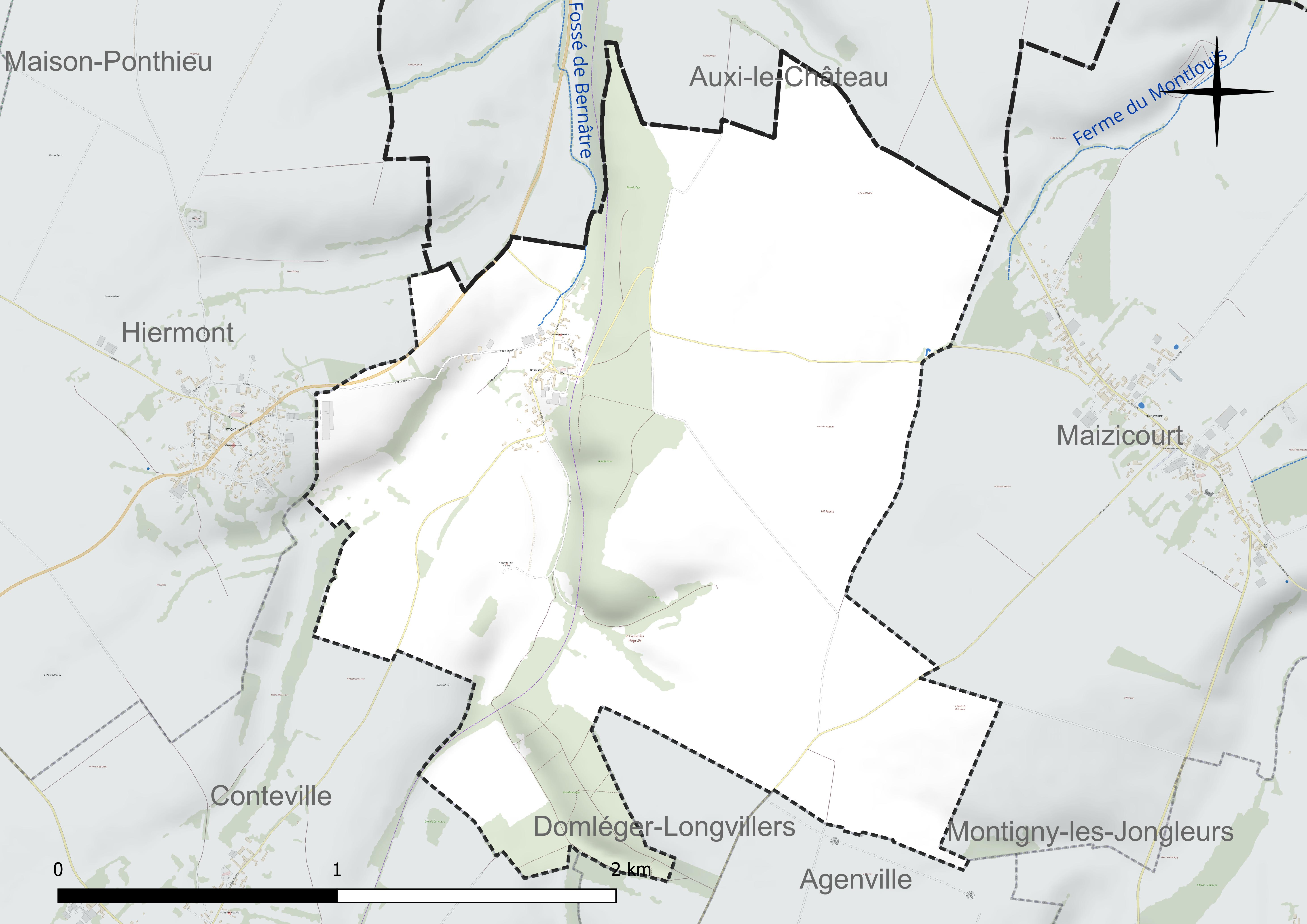
Réseau hydrographique de Bernâtre.

#### Gestion et qualité des eaux
Le territoire communal est couvert par le schéma d'aménagement et de gestion des eaux (SAGE) « Authie ». Ce document de planification concerne un territoire de 1 253 km2 de superficie, délimité par le bassin versant de l'Authie. Le périmètre a été arrêté le 5 août 1999 et le SAGE proprement dit est, en 2024, en cours d'élaboration. La structure porteuse de l'élaboration et de la mise en œuvre est le syndicat mixte Canche Et Authie.
La qualité des cours d'eau peut être consultée sur un site dédié géré par les agences de l'eau et l'Agence française pour la biodiversité.

### Climat
Pour des articles plus généraux, voir Climat des Hauts-de-France et Climat de la Somme.
En 2010, le climat de la commune est de type climat océanique franc, selon une étude du CNRS s'appuyant sur une série de données couvrant la période 1971-2000. En 2020, Météo-France publie une typologie des climats de la France métropolitaine dans laquelle la commune est exposée à un climat océanique et est dans la région climatique Côtes de la Manche orientale, caractérisée par un faible ensoleillement (1 550 h/an) ; forte humidité de l'air (plus de 20 h/jour avec humidité relative > 80 % en hiver), vents forts fréquents.
Pour la période 1971-2000, la température annuelle moyenne est de 10,2 °C, avec une amplitude thermique annuelle de 13,2 °C. Le cumul annuel moyen de précipitations est de 859 mm, avec 12,3 jours de précipitations en janvier et 9,2 jours en juillet. Pour la période 1991-2020, la température moyenne annuelle observée sur la station météorologique la plus proche, située sur la commune de Bernaville à 9 km à vol d'oiseau, est de 10,4 °C et le cumul annuel moyen de précipitations est de 877,3 mm,. Pour l'avenir, les paramètres climatiques de la commune estimés pour 2050 selon différents scénarios d'émission de gaz à effet de serre sont consultables sur un site dédié publié par Météo-France en novembre 2022.

## Urbanisme
En 2019, la localité est desservie par les lignes de bus du réseau Trans'80, chaque jour de la semaine, sauf le dimanche.

### Typologie
Au 1er janvier 2024, Bernâtre est catégorisée commune rurale à habitat très dispersé, selon la nouvelle grille communale de densité à sept niveaux définie par l'Insee en 2022.
Elle est située hors unité urbaine. Par ailleurs la commune fait partie de l'aire d'attraction d'Abbeville, dont elle est une commune de la couronne,. Cette aire, qui regroupe 73 communes, est catégorisée dans les aires de 50 000 à moins de 200 000 habitants,.

### Occupation des sols
L'occupation des sols de la commune, telle qu'elle ressort de la base de données européenne d'occupation biophysique des sols Corine Land Cover (CLC), est marquée par l'importance des territoires agricoles (80,7 % en 2018), une proportion identique à celle de 1990 (80,7 %). La répartition détaillée en 2018 est la suivante : 
terres arables (72,2 %), forêts (19,2 %), prairies (8,5 %), zones urbanisées (0,1 %). L'évolution de l'occupation des sols de la commune et de ses infrastructures peut être observée sur les différentes représentations cartographiques du territoire : la carte de Cassini (XVIIIe siècle), la carte d'état-major (1820-1866) et les cartes ou photos aériennes de l'IGN pour la période actuelle (1950 à aujourd'hui).

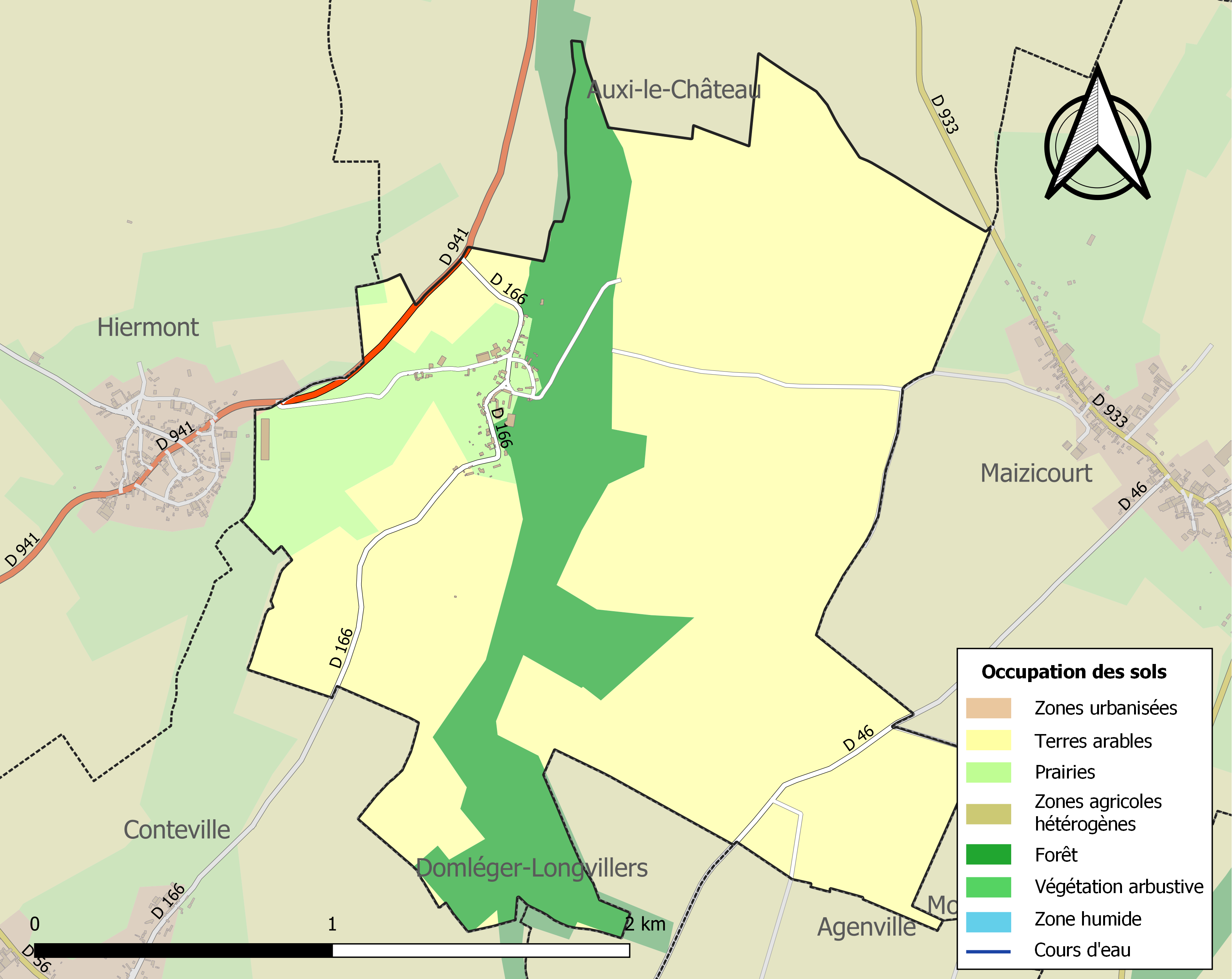
Carte des infrastructures et de l'occupation des sols de la commune en 2018 (CLC).

## Toponymie
Le nom de la localité est attesté sous les formes altare de Bernastro en 1176 ; Bernastrum (1184.)J ; Bernastre (1301.) ; Benastre (1337.) ; Bernattre (1561.) ; Bernat (1579.) ; Bernâtre (1648.) ; Bernatte (1701.) ; Benatre (1787.).

## Histoire
Bernâtre semble avoir appartenu au Moyen Âge à la famille de Rayneval.
L'église et le cimetière de Bernâtre, avec leurs dépendances, appartenaient à l'abbaye d'Anchin.
Le château et le village sont brûlés par les Espagnols en août 1635.

## Politique et administration

### Rattachements administratifs et électoraux
Rattachements administratifs
La commune se trouve depuis 1926 dans l'arrondissement d'Amiens du département de la Somme.
Elle faisait partie depuis 1801 du canton de Bernaville. Dans le cadre du redécoupage cantonal de 2014 en France, cette circonscription administrative territoriale a disparu, et le canton n'est plus qu'une circonscription électorale.
Rattachements électoraux
Pour les élections départementales, la commune fait partie depuis 2014 du canton de Doullens
Pour l'élection des députés, elle fait partie de la quatrième circonscription de la Somme.

### Intercommunalité
Bernâtre était membre de la communauté de communes du Bernavillois, un établissement public de coopération intercommunale (EPCI) à fiscalité propre créé fin 1999 et auquel la commune avait transféré un certain nombre de ses compétences, dans les conditions déterminées par le code général des collectivités territoriales.
Dans le cadre des dispositions de la loi portant nouvelle organisation territoriale de la République du 7 août 2015, qui prévoit que les établissements publics de coopération intercommunale (EPCI) à fiscalité propre doivent avoir un minimum de 15 000 habitants, cette petite intercommunalité a fusionné avec ses voisines pour former, le 1er janvier 201, la communauté de communes du Territoire Nord Picardie dont est désormais membre la commune.

### Liste des maires
| Période                                  | Période                      | Identité        | Étiquette | Qualité            |
| ---------------------------------------- | ---------------------------- | --------------- | --------- | ------------------ |
| Les données manquantes sont à compléter. |                              |                 |           |                    |
| 1881                                     | 1908                         | Eugène Vion     |           |                    |
| 1908                                     | 1931                         | Achile Goulant  |           |                    |
| 1931                                     | 1959                         | Edmond Soudain  |           |                    |
| 1959                                     | 1965                         | Paul Laloux     |           |                    |
| 1965                                     | 1977                         | Fernand Soudain |           |                    |
| mars 1977                                | 15 février 2010              | Jean Legras     |           | Décédé en fonction |
| 2010                                     | 2014                         | Paul Laloux     |           |                    |
| 2014                                     | mai 2020                     | Jacques Éon     |           |                    |
| mai 2020                                 | En cours (au 8 octobre 2020) | Raphaël Lejeune |           |                    |

### Distinctions et labels
La commune a été candidate pour la première fois en 2019 au Concours des villes et villages fleuris

## Population et société
Les habitants de la commune sont appelés les « Bernâtrois ».

### Démographie
L'évolution du nombre d'habitants est connue à travers les recensements de la population effectués dans la commune depuis 1793. Pour les communes de moins de 10 000 habitants, une enquête de recensement portant sur toute la population est réalisée tous les cinq ans, les populations de référence des années intermédiaires étant quant à elles estimées par interpolation ou extrapolation. Pour la commune, le premier recensement exhaustif entrant dans le cadre du nouveau dispositif a été réalisé en 2004.

En 2022, la commune comptait 38 habitants, en évolution de +26,67 % par rapport à 2016 (Somme : −1,26 %, France hors Mayotte : +2,11 %).
| 1793 | 1800 | 1806 | 1821 | 1831 | 1836 | 1841 | 1846 | 1851 |
| ---- | ---- | ---- | ---- | ---- | ---- | ---- | ---- | ---- |
| 176  | 178  | 191  | 182  | 181  | 182  | 189  | 186  | 180  |

| 1856 | 1861 | 1866 | 1872 | 1876 | 1881 | 1886 | 1891 | 1896 |
| ---- | ---- | ---- | ---- | ---- | ---- | ---- | ---- | ---- |
| 175  | 172  | 196  | 181  | 236  | 164  | 159  | 120  | 119  |

| 1901 | 1906 | 1911 | 1921 | 1926 | 1931 | 1936 | 1946 | 1954 |
| ---- | ---- | ---- | ---- | ---- | ---- | ---- | ---- | ---- |
| 109  | 112  | 140  | 125  | 122  | 100  | 113  | 102  | 93   |

| 1962 | 1968 | 1975 | 1982 | 1990 | 1999 | 2004 | 2006 | 2009 |
| ---- | ---- | ---- | ---- | ---- | ---- | ---- | ---- | ---- |
| 78   | 73   | 58   | 45   | 46   | 47   | 49   | 49   | 37   |

| 2014 | 2019 | 2022 | - | - | - | - | - | - |
| ---- | ---- | ---- | - | - | - | - | - | - |
| 30   | 37   | 38   | - | - | - | - | - | - |

### Enseignement
Le village n'a plus d'école.
La scolarité primaire relève de la communauté de communes.

## Culture locale et patrimoine

### Lieux et monuments
- Château fort du XVe siècle dont il reste encore une tour et le pont-levis[35].
- L'église de la Nativité-de-la-Sainte-Vierge, du XIXe siècle, contient un retable en bois de la fin du XVIe siècle représentant des scènes de la vie du Christ, provenant de la chapelle Saint-Claude dans l'ancien cimetière[36].
- Chapelle Saint-Claude, à l'emplacement de l'ancien cimetière déplacé après les guerres du XVIIe siècle et rénovée en 2018. Le retable original a été placé dans l'église de Bernâtre[23],[31].
- La commune est traversée par un chemin de randonnée[31]. Cette voie verte, cyclable, est constituée à partir de l'ancienne voie ferrée désaffectée entre Abbeville et Auxi-le-Château.

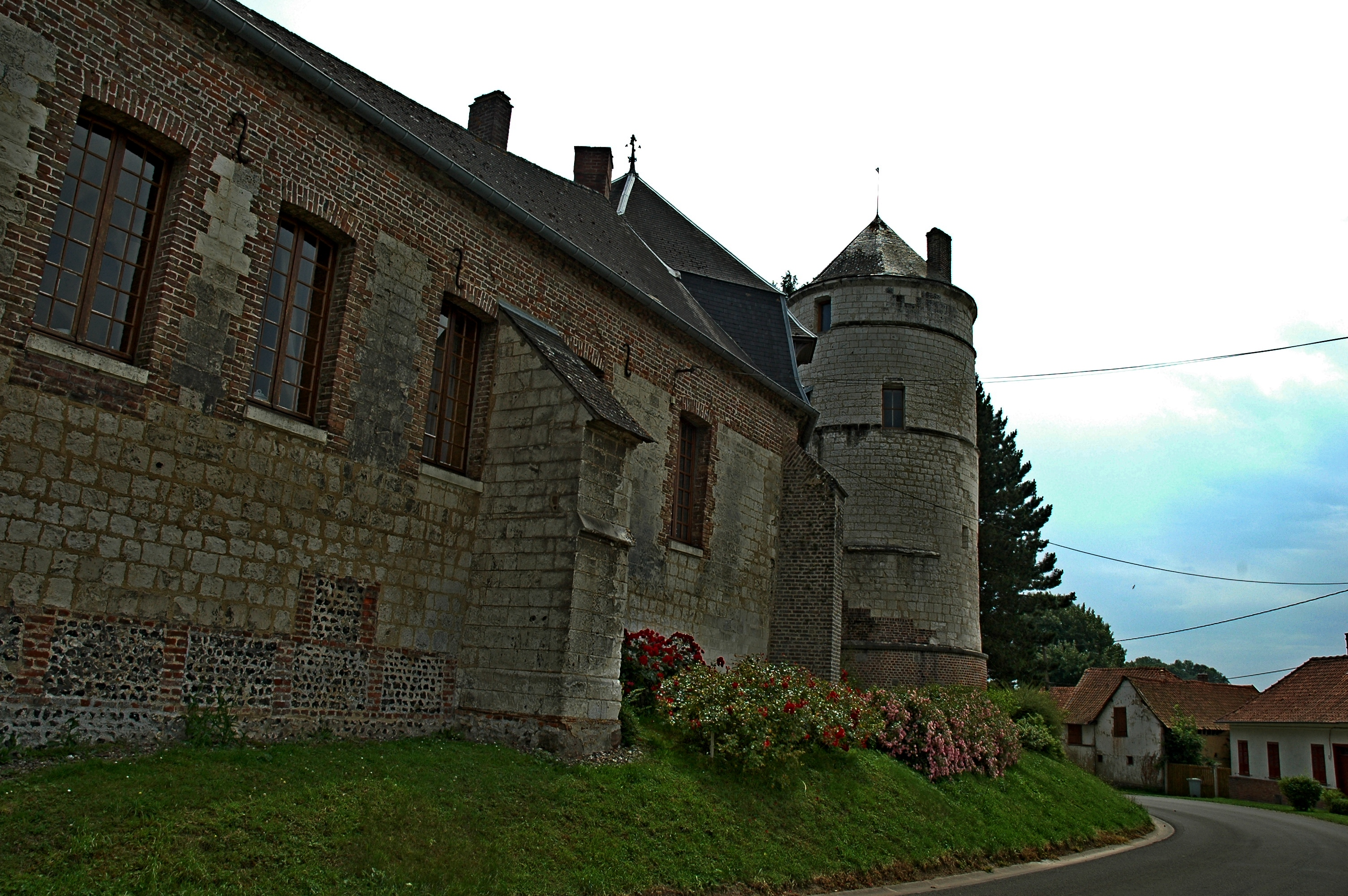
Le château.
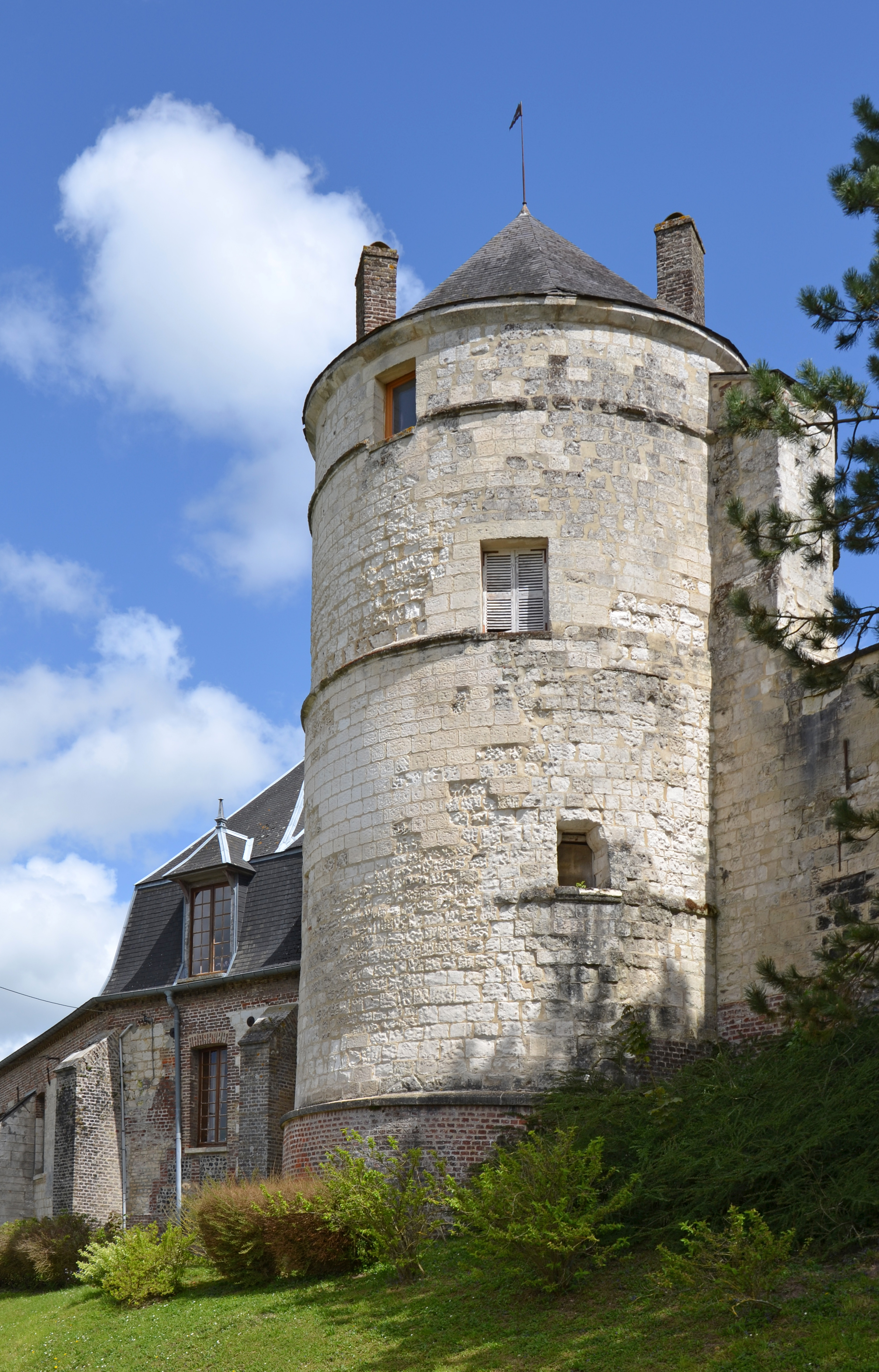
Tour du château.
Le chevet de l'église.
L'église en perspective.
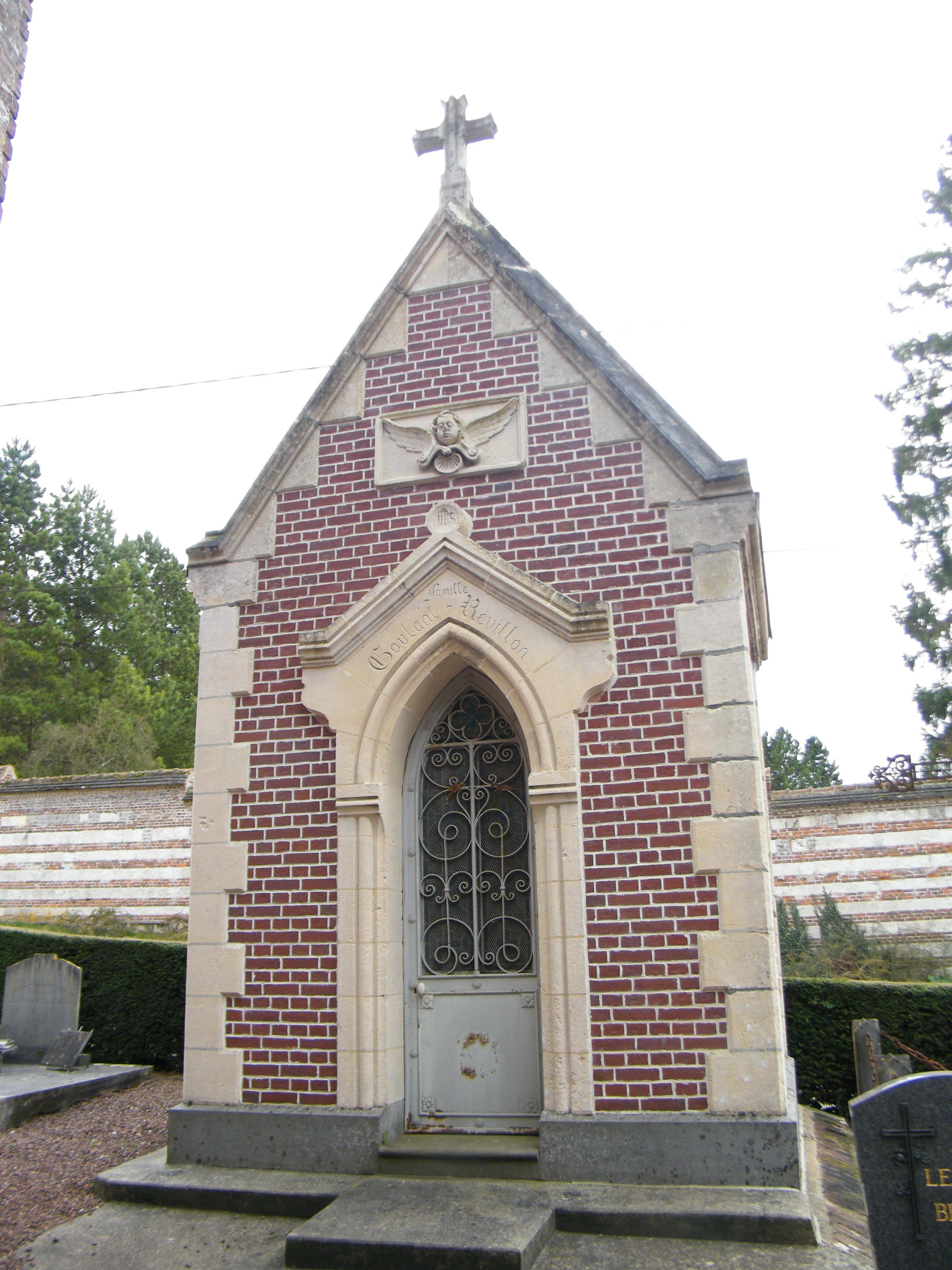
Chapelle dans le cimetière.
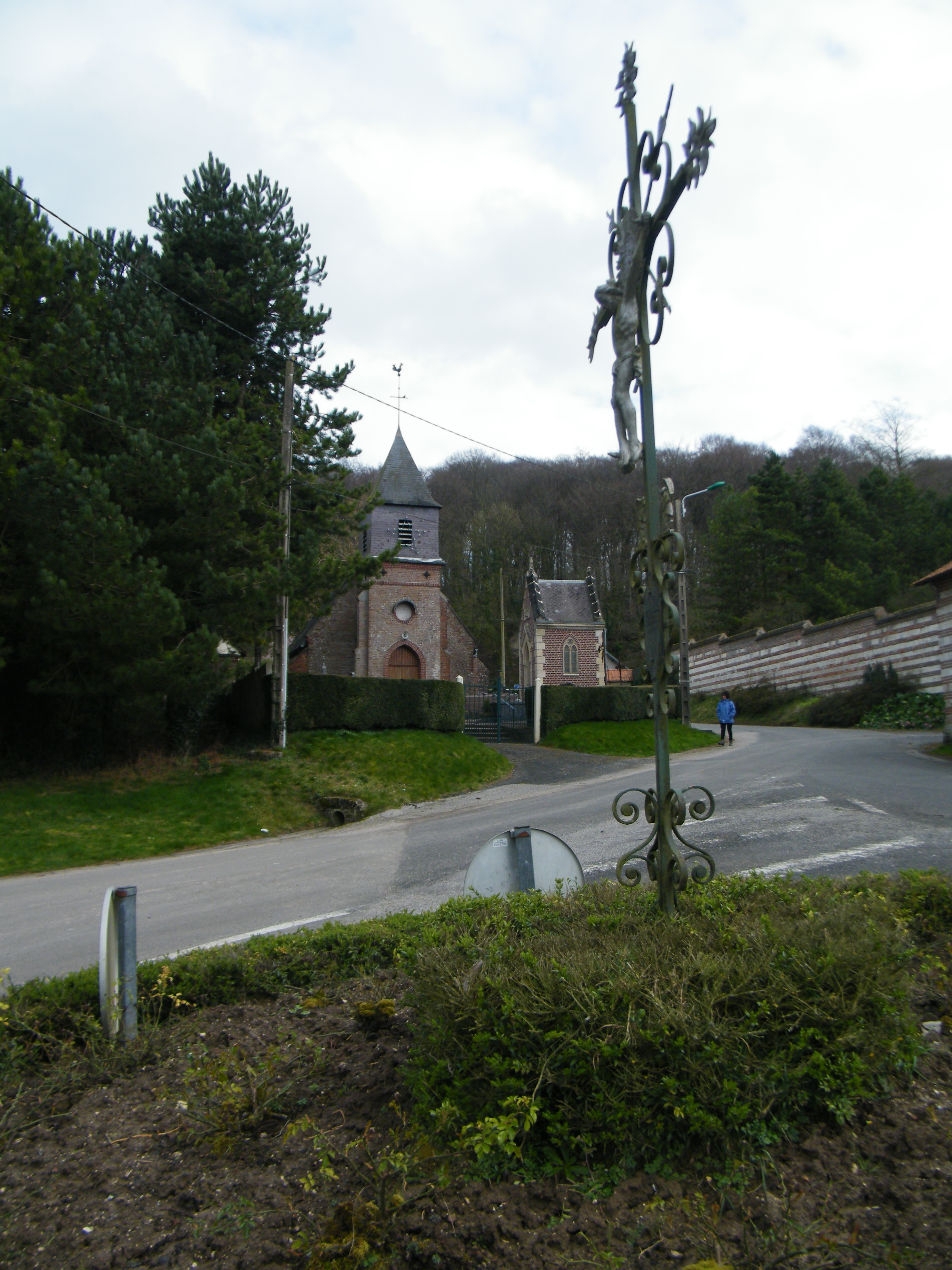
Calvaire de carrefour.
Vue d'ensemble du village

## Héraldique
| Blason de Bernâtre | Blason  | D'or à la croix de sable chargée de cinq coquilles d'argent. |
| Blason de Bernâtre | Détails | Le statut officiel du blason reste à déterminer.             |

## Pour approfondir